# Thomas Bridges (missionnaire anglican)
Pour les articles homonymes, voir Thomas Bridges et Bridges.
Thomas Bridges né en 1842 à Bristol et mort le 15 juillet 1898 à Buenos Aires, est un missionnaire anglican, linguiste et propriétaire britannique de la première estancia de Terre de Feu en 1886.

## Biographie
Fils adoptif du révérend George P. Despard, pasteur à Lenton, il embarque en 1856 sur le Despards pour l'île Keppel aux îles Malouines. Il s'installe avec sa femme Mary Varder et leur fille en Terre de Feu en 1870 et commence à apprendre le langage Yamana. Il crée un dictionnaire de près de 30 000 mots de cette langue. Renonçant à la mission, il crée le 28 septembre 1886 l'estancia Haberton de 20 000 hectares située à quelque 60 kilomètres à l'est d'Ushuaïa le long du canal de Beagle. Il meurt à Buenos Aires à l'âge de 56 ans. Il est le père d'Esteban Lucas Bridges auteur d'Aux confins de la Terre (Uttermost Part of the Earth) publié par Hodder & Stoughton à Londres en 1948.